# Juanita Larrauri
Juana Larrauri de Abramí, còn được gọi là Juanita Larrauri (12 tháng 3 năm 1910 - 21 tháng 2 năm 1990) là một tango ca sĩ và là một trong một nhóm những người phụ nữ đầu tiên được bầu vào Thượng viện Argentina.  Bà được bầu 2 lần làm  thượng nghị sĩ và trong cả hai trường hợp bị mất ghế của mình do là một thành phần của cuộc đảo chính quân đội cánh hữu; bà được bầu vào năm 1951 và mất ghế vào năm 1955, sau đó được bầu lại vào năm 1973 và mất ghế lần nữa vào năm 1976.

## Đời tư
Bà được sinh ra tại khu phố Floresta của Buenos Aires vào ngày 12 tháng 3 năm 1910. Năm 1949, bà kết hôn với nghệ sĩ piano và đạo diễn dàn nhạc Francisco Rotundo. Bà qua đời tại Buenos Aires vào ngày 21 tháng 2 năm 1990 ở tuổi 79.

## Sự nghiệp ca hát
Năm 1931, Larrauri bắt đầu sự nghiệp với tư cách là một ca sĩ nhạc tango trên đài phát thanh LR3 Radio Nacional (sau này được gọi là Radio Belgrano). Năm 1936, cô đã lập kỷ lục đầu tiên cho Odeón. Các đài phát thanh khác mà bà đã từng làm việc bao gồm LS3 Radio Mayo, LS5 Radio Rivadavia, Radio Prieto và Radio Argentina.
Với sự gia tăng Peronism lên nắm quyền trong 40 cô hoãn sự nghiệp ca hát của cô, nhưng bà vẫn còn đặc trưng vào năm 1952 như là ca sĩ trong "Evita Capitana" - một bài thánh ca nữ tính để Peronsim - bởi Rodolfo Sciamarella, và năm 1972 bà thu âm một album mang tên Canto para mi pueblo. Bà đã viết bản tango "La piba de mano a mano" (một trong những bài hát trong album này) cùng với Tití Rossi.
Ngoài các bản thu âm của bà và một vài chuyến lưu diễn ngắn ở Argentina và các nước láng giềng, phần lớn sự nghiệp ca hát của bà là trên đài phát thanh.